# Taeniodera flavofasciata
Taeniodera flavofasciata är en skalbaggsart som beskrevs av Moser 1901. Taeniodera flavofasciata ingår i släktet Taeniodera och familjen Cetoniidae. Utöver nominatformen finns också underarten T. f. formosana.